# 白马骨属
白马骨属也称六月雪属，为茜草科的一属植物。此属的模式种为六月雪(Serissa japonica)。本属2种，分布于中国和日本。

## 下属物种
- 六月雪 Serissa japonica
- 白马骨 Serissa serissoides